# سیاره بیابانی

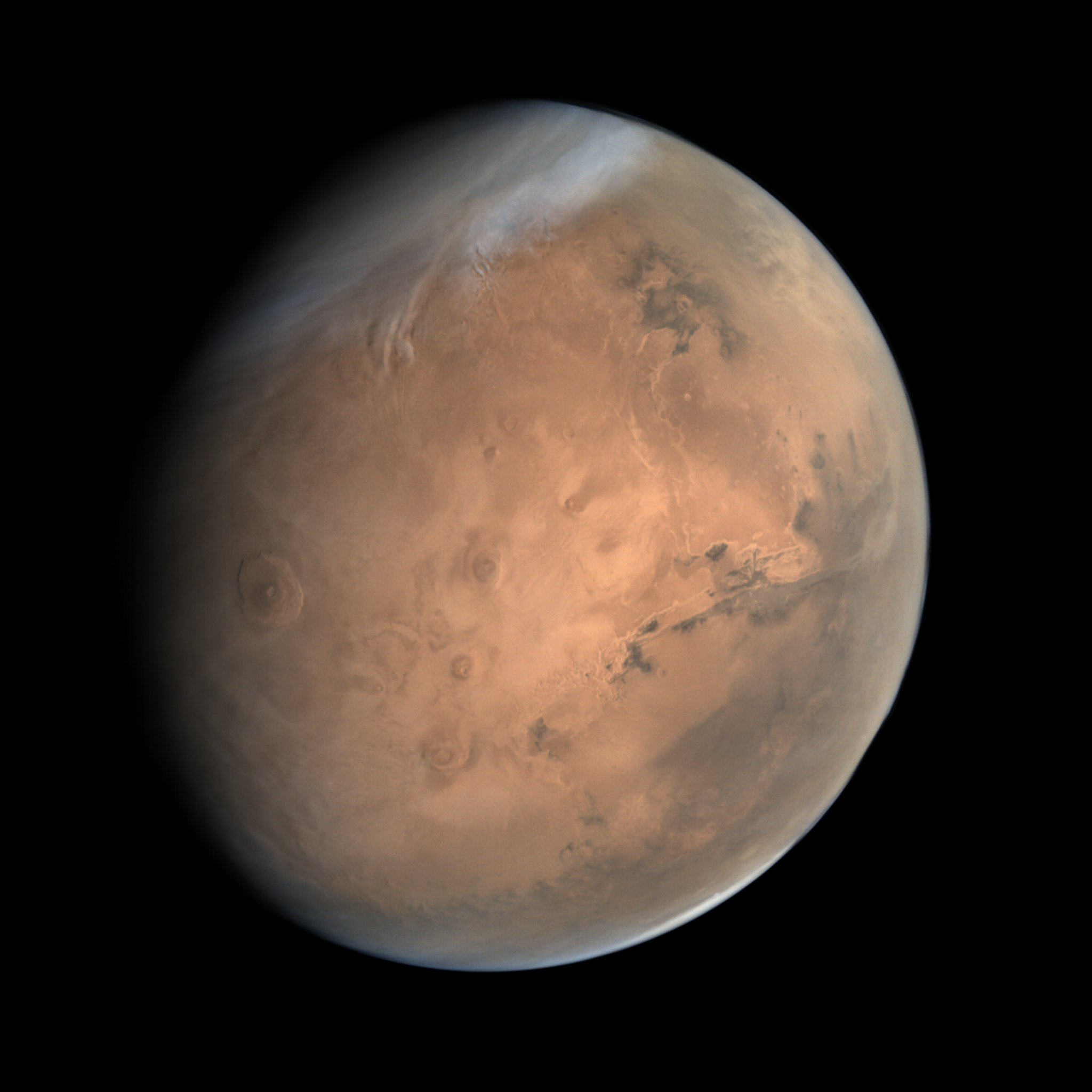
مریخ تنها نمونه فعلی شناخته شده از سیاره بیابانی است. این تصویر در رنگ واقعی و با فیلتر معمولی بایر توسط کاوشگر فضایی ماموریت مدارگرد مریخ گرفته شده است.

سیاره بیابانی که با نام‌های سیاره خشک یا سیاره بایر نیز شناخته می‌شود، نوعی سیاره زمین‌سان با ثبات سطحی مشابه بیابان‌های داغ زمین است. مریخ بدون شک تنها نمونه فعلی از یک سیاره بیابانی است.